# 王子期
王子期，先秦道家人物，傳說中曾教導趙襄子駕馬車，並向趙襄子講述馭馬之道，不需要一直執著於速度先後，則能掌握要領，事蹟記於《韓非子》一書。在後世被視為仙人，尤其是運輸業、貨運業。

## 《韩非子》的記載
趙襄子向王子期學駕車。不久為了驗証所學，跟子期比賽，趙襄子多次換馬卻依然落後。襄子表示：「你教我駕車的技術，是否還留一手，沒有把全套技術教我？」子期答道：「我已把技術全教您了，只是您運用的時候出了差錯。駕駛馬車最重要的是，馬套上車前的直木時，要跟車輛配得妥當；人鞭策馬時，心思則要與馬的奔跑互相協調，這樣才可能加速跑得遠。現在，您落在我後面時，心中只想要追上我；您跑在我前面時，又怕我會追上您。其實，駕馭馬匹長途比賽，不是跑在前面，便是跑在後面。而您無論在前在後，注意力全都集中在我的身上，還顧得上注意自己的心思是否與馬匹的奔跑協調嗎？這就是您落後的理由了。」

## 原文
《韓非子·喻老》：趙襄王學御於王子於期，俄而與於期逐，三易馬而三後。襄王曰：「子之教我御，術未盡也？」對曰：「術已盡，用之則過也。凡御之所貴：馬體安于車，人心調於馬，而後可以進速致遠。今君後則欲逮臣，先則恐逮于臣。夫誘道争遠，非先則後也，而先後心皆在于臣，上何以調於馬？此君之所以後也。」